# Ligament radio-ulnaire antérieur
Le ligament radio-ulnaire antérieur (ou ligament radio-ulnaire palmaire) est une étroite bande de fibres épaississant la partie antérieure de la capsule de l'articulation radio-ulnaire distale. Il s'étend du bord antérieur de l'incisure ulnaire du radius à l'avant de la tête de l'ulna.